# Famille von Wrochem
La famille von Wrochem est une ancienne famille noble de Haute-Silésie, dont les premiers documents remontent à 1379 avec un chevalier Wrochuo, capitaine du village de Groß Cosel près de Groß Wartenberg. La généalogie certaine ne commence qu'avec Wenzel Wrochen sur Langendorff, qui, le 14 janvier 1598, prescrit à sa femme Eva von Spiegel un bail emphytéotique sur Pawlowitz.

## Blason

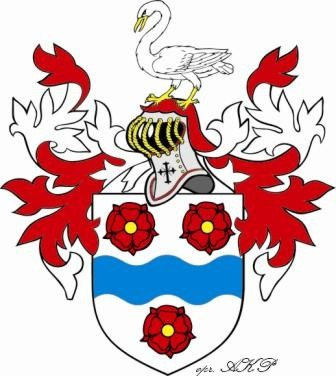
Armoiries de la famille von Wrochem

Les armoiries montrent en argent une barre ondulée bleue accompagnée de trois (2: 1) roses rouges. Un cygne argenté sur le casque avec des lambrequins de gueules et argent.

## Personnalités
- Albrecht von Wrochem (de) (1880-1944), avocat administratif allemand
- Alfred von Wrochem (1857-1915), lieutenant général prussien
- Arthur von Wrochem (1847-1921), général de division prussien
- Carl Arthur von Wrochem (de) (1809-1872), administrateur de l'arrondissement d'Ohlau, député du parlement de Francfort
- Claudius von Wrochem (de) (né en 1965), violoncelliste
- Gustav Gottlob von Wrochem (1768–1816), administrateur de l'arrondissement de Ratibor (de)
- Gottlob Adam Johann von Wrochem (1765–1840), administrateur de l'arrondissement de Ratibor
- Hans von Wrochem (de) (1853-1914), lieutenant général prussien
- Heinrich Alexander Robert von Wrochem, administrateur de l'arrondissement de Ratibor
- Johann Gottlob von Wrochem (de) (1938–2020), pianiste et compositeur
- Klaus von Wrochem (de) (né en 1940), "Klaus le violoniste", violoniste et militant politique
- Maximilian von Wrochem (1847-1934), lieutenant général prussien
- Oliver von Wrochem (de) (né en 1968), historien allemand
- Paul Adolph von Wrochem (1840-1916), administrateur de l'arrondissement de Wohlau (de)
- Ulrich von Wrochem (de) (né en 1944), altiste
- Walther von Wrochem (1848-1907), général de division prussien
- Wilhelm von Wrochem, administrateur de l'arrondissement de Ratibor